# هر کجا که هستی
هر کجا که هستی (به انگلیسی: Wherever You Are) سومین آلبوم رسمی استودیویی از خواننده ایرانی‌الاصل، سامی یوسف است. این آلبوم در تاریخ ۲۹ اکتبر ۲۰۱۰ توسط ETM international با ۱۱ قطعه اصلی منتشر شد. این آلبوم در کشورهای چون انگلستان، مصر، آفریقای جنوبی و امارات متحده عربی، از سال ۲۰۰۵ تا ۲۰۱۰ ضبط شده است. سامی یوسف در این آلبوم چهار قطعه که با را موزیک ویدئو همراه است منتشر کرده است که این چهار موزیک ویدئو عبارتند از: "به سویم آمدی (You Came To Me)"، "شفا (Healing)"، "در هر قطره اشکی، او آنجاست (In Every Tear, He Is There)" و "مرا نیرومند ساز (Make Me Strong)"

## مشخصات آلبوم
ترجمه نام قطعات برگرفته از سایت رسمی فارسی سامی یوسف می باشد. موسیقی تمام این آلبوم و بیشتر اشعار آن نیز به جر قطعات "بدون تو"، "به جوانان فرصتی دهیم"، "در هر قطره اشکی، او آنجاست" و قسمتهای فارسی از آهنگ هر کجا که هستی که توسط افشین خواجه نژاد ترانه سرایی شده است و مالایی و اردو قطعه "هیچ کلمه ای شایسته نیست" کار خود سامی یوسف می باشد.
| #  | اسم (به فارسی)             | الاسم (به انگلیسی)               | طول قطعه |
| -- | -------------------------- | -------------------------------- | -------- |
| ۱  | هر کجا که هستی             | Wherever You Are                 | 3:56     |
| ۲  | سلام                       | Salaam                           | 4:07     |
| ۳  | بدون تو                    | Without You                      | 3:29     |
| ۴  | به سویم آمدی (به انگلیسی)  | You Came to Me (English)         | ۴:۰۶     |
| ۵  | به جوانان فرصتی دهیم       | Give the Young a Chance          | 4:37     |
| ۶  | آزمون های زندگی            | Trials of Life                   | 3:38     |
| ۷  | نگرانی پایان می یابد       | Worry Ends                       | 3:43     |
| ۸  | دنیای شکننده               | Fragile World                    | 5:16     |
| ۹  | در هر قطره اشکی، او آنجاست | In Every Tear, He Is There       | 4:53     |
| ۱۰ | مرا نیرومند ساز            | Make Me Strong                   | 4:38     |
| ۱۱ | هیچ کلمه ای شایسته نیست    | No Word Is Worthy                | 6:10     |
| ۱۲ | شفا                        | Healing                          | 4:15     |
| ۱۳ | به سویم آمدی (به عربی)     | You Came to Me (Arabic Version)  | ۴:۰۶     |
| ۱۴ | به سویم آمدی (به ترکی)     | You Came to Me (Turkish Version) | ۴:۰۶     |
| ۱۵ | به سویم آمدی (به فارسی)    | You Came to Me (Farsi Version)   | ۴:۰۶     |